# لوتوف اس-۶
لوتوف اس-۶ (به انگلیسی: Letov_Š-6) یک هواگرد ملخ‌پیشین تک‌موتوره از نوع بمب‌افکن ساخت شرکت لتوف کبلی است. هواگرد لوتوف اس-۶ نخستین پروازش را در ۱۹۲۳ میلادی انجام داد. در مجموع، تعداد ۳۵ فروند از این هواگرد ساخته شده‌است.